# Desa Tanjungkiaok
Desa Tanjungkiaok är en administrativ by i Indonesien.   Den ligger i provinsen Jawa Timur, i den sydvästra delen av landet, 1 000 km öster om huvudstaden Jakarta. Desa Tanjungkiaok ligger på ön Pulau Sepanjang.